# Малков, Пётр Александрович
Пётр Александрович Малков (род. 26 марта 1960, Оренбургская область) — советский и украинский хоккеист, нападающий. Тренер.

## Биография
Воспитанник орской школы «Серп и Молот» («Зенит»). В сезоне 1977/78 играл за «Серп и Молот» в классе «Б». Отыграл в рамках прохождения армейской службы в командах СКА из Куйбышева (1978/79) и Хабаровска (1979/80). После сезона, проведённого в команде второй лиги «Южный Урал» Орск, перешёл в «Кристалл» Саратов. Отыграв сезон 1981/82 в высшей лиге, вместе с командой вылетел в первую лигу, где провёл два сезона. С 1984 (1985) года — в «Соколе» Киев, за который провёл пять сезонов в чемпионате СССР. Сезон 1990/91 отыграл в ЦСКА.
Серебряный призёр хоккейного турнира зимней Универсиады 1983. Выступал за вторую сборную СССР. Участник группы C чемпионата мира 1996 в составе сборной Украины.
С 1991 года — в Швейцарии. В сезонах 1991/92 — 1993/94 играл в клубе «Амбри-Пиотта», в сезонах 1994/95 — 1996/97 был тренером в команде. Игрок (1997/98) и главный тренер (1998/99) клуба «Беллинцона». Тренер в школе клуба «Амбри-Пиотта» (1999—2000). Главный тренер клуба «Трамлан» (2001/02 — 2002/03), тренер «Трамлана-2» (2002/03). Главный тренер команды «Готтерон» U20 (2003/04). В составе клуба «Фрибур-Готтерон» выступал на Кубке Шпенглера-1992, был тренером команды в сезоне 2004/05, до 8 декабря. Тренер в клубе «Амбри-Пиотта» (2005/06 — 2006/07), главный тренер молодёжной команды (2007/08).
В сезонах 2008/09 — 2009/10 (28 апреля 2008 — 10 марта 2010) работал в тренерском штабе клуба КХЛ «Торпедо» Нижний Новгород. В сезоне 2011/12 — тренер в украинском клубе «Винницкие Гайдамаки». В сезоне 2010/11, до 18 октября — старший тренер клуба КХЛ «Автомобилист» Екатеринбург. В сезоне 2012/13 — тренер команды ВХЛ «Кубань» Краснодар, в ноябре вместе с Анатолием Степанищевым руководил командой.
Вернувшись в Швейцарию, работал в клубе «Ред Айс» в сезоне 2013/14 главным тренером (до 11 декабря) и тренером. Директор по развитию игроков в ХК «Амбри-Пиотта» (2014/15). Главный тренер клуба «Валле-Вердзаска» (2015/16). С 2016 года — в итальянском клубе «Комо», в сезонах 2016/17 — 2020/21 — главный тренер.
Сын Дмитрий (род. 1982) — украинский и швейцарский хоккеист.